# Nadobnica alpejska
Nadobnica alpejska (Rosalia alpina) – chrząszcz z rodziny kózkowatych.
Długość jego ciała dochodzi do 40 mm, a czułki są 1,5 do dwóch razy dłuższe u samców, niewiele dłuższe od ciała u samic. Owad jest czarny, pokryty niebieskoszarymi włoskami. Pokrywy są błękitne, a na nich widnieje sześć plam, które w zależności od osobnika mogą być w różnych kształtach. Zwykle środkowe połączone, tworzą przepaskę. Larwy tego chrząszcza rozwijają się w bukach.
Występowanie:
W Polsce występuje głównie w górach – najliczniej w Bieszczadach, Beskidzie Niskim, Pieninach, Górach Świętokrzyskich i na Roztoczu. W różnych miejscach spotyka się pojedyncze chrząszcze, w czasie rójki zaś – po kilkadziesiąt. Gatunek rozsiedlony w południowej i środkowej części Europy, odnotowany w Afryce Północnej, Kaukazie, Syrii i Izraelu. W środkowej Europie w starych górskich lasach bukowych na wysokości od 600 do 1500 m n.p.m. (Alpy). Wszędzie na rozproszonych, wyspowych stanowiskach. Na nizinach prawdopodobnie zawleczona z drewnem spławianym z gór.
Rozmnażanie:
Nadobnica to gatunek ciepłolubny, składa jaja w drewnie starych buków, a na południu Europy również jesionów, orzechów włoskich, grabów. Larwy rozwijają się 3-4 lata, żerując w drewnie i opuszczając swoje dotychczasowe mieszkanie w postaci dorosłych owadów w gorące letnie dni od połowy czerwca do września. W lipcu i sierpniu odbywa się rójka (gody), a chrząszcze można spotkać nie tylko na starych pniach w lesie, ale i na polanach i śródleśnych drogach, a nawet daleko od lasu, w tartakach i przy domach, jeśli tylko leżą tam stosy bukowego drewna.
Zagrożenia:
W Polsce nadobnica alpejska jest gatunkiem niezwykle rzadkim. Głównym zagrożeniem tego gatunku jest niszczenie ich naturalnego środowiska jakim są stare lasy bukowe. Zakłady wytwarzające węgiel drzewny w Bieszczadach wyrabiają go z pni bukowych, w których rozwijają się larwy tego chrząszcza. Z racji urody i rzadkości, owad ten stał się wymarzonym obiektem dla kolekcjonerów.
Nadobnica alpejska podlega w Polsce ścisłej ochronie gatunkowej, jest wymieniona w Polskiej Czerwonej Księdze, figuruje również na liście gatunków chronionych programem Natura 2000.